# No Said Date
No Said Date è il primo disco solista di Masta Killa.

## Il disco
Il disco in questione rispecchia gli stili del Wu-Tang Clan degli esordi, troveremo quindi suoni shaolin, orientali, e rime e metrica sublimi. Il disco è prodotto da RZA,Choko, True Master e Baby Dooks. All'album partecipano tutti i membri della formazione Wu-Tang Clan eccetto Cappadonna.

## Tracce
1. Born Chamber
2. Grab the Mic
3. No Said Date
4. Last Drink
5. Love Spell
6. The Future (skit)
7. D.T.D.
8. Whatever
9. Secret Rivals
10. Skit
11. Digi Warfare
12. Old Man
13. Queen
14. School
15. Silverbacks
16. Masta Killa

### Silverbacks
La canzone prevede le rime di GZA/Genius, Inspectah Deck e Masta Killa, tutti membri del grande Wu-Tang Clan. Il tema principale è la vita nel ghetto e per le stradee i tre ne parlano con uno stile molto particolare, evidenziando le gioie e i pericoli di questi andamenti. Il primo a rappare è Inspectah che comincia la sua strofa cantando...strano a sentirsi, per poi passare il microfono a Killa. Ma a farci davvero sognare è GZA/Genius, il membro più interessante del Clan, dotato di una metrica divina ed un vocabolario non indifferente. La traccia si snoda su di una strumentale creata da True Master, personaggio che ha collaborato col Wu-Tang Clan sin dai tempi di "Wu-Tang Forever",secondo disco del gruppo (1997). La base sa decisamente di atmosfere orientali, più raffinate di quelle grezze e underground di "Enter The Wu-Tang 36 Chambers".